# Luis de Fuentes y Vargas
Luis de Fuentes y Vargas (Sevilla, Andalucía, Corona de Castilla, 21 de junio de 1530-La Plata, Provincia de Charcas, Imperio Español, 14 de agosto de 1598) fue un militar, explorador y empresario de origen andaluz.

## Biografía hasta la asunción de la Real Provisión de 22 de enero de 1574
Nació en junio de 1530 en Sevilla, la capital de Andalucía; y, creció en el barrio de Triana con una familia de ilustres, distinguidas y de frutos cristiano católicos y honrados como las tradicionales familias españolas. Hijo de Don Pedro de Fuentes, nacido en La Rioja, y Ana de Vargas, nacida en Sevilla. Se dice que Don Pedro de Fuentes vino de La Rioja a Sevilla el año 1523, donde trabajó en la Casa de Contratación de Indias, donde su suegro Don Luis de Vargas ejerció funciones de contador. Don Pedro de Fuentes era primo del poeta andaluz, Don Alonso (Alfonso) de Fuentes, que nació en 1515 y falleció en 1550.

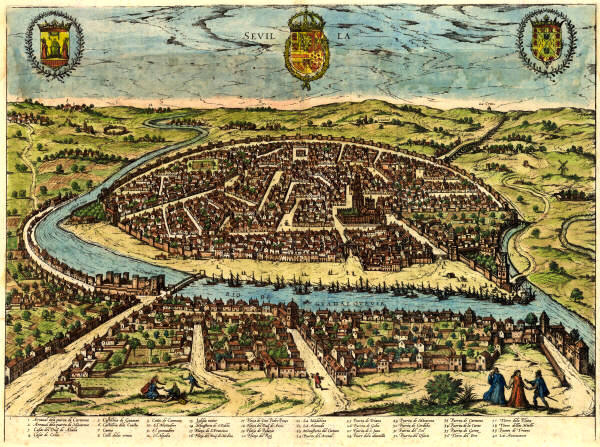
Grabado del, con una vista de Triana en primer plano y la ciudad de Sevilla al fondo.

Luis de Fuentes desde muy pequeño soñó con las aventuras, exploraciones, conquistas y viajes a nuevas tierras, escuchaba con mucha atención los relatos de los exploradores que regresaban airosos de sus viajes que contaban como eran las aventuras, riegos, peligros; los paisajes grandiosos y hermosos; distintas sensaciones climáticas; las fundaciones; y, las ciudades de con monarquías, pueblos guerreros con peculiares culturas, y su meta era ser un aventurero explorador.
El hidalgo andaluz Don Luis de Fuentes y Vargas a los 24 años se puso al servicio de la administración y del ejército de las Indias y partió desde España hacia el Nuevo Mundo en 1554 en busca de sus sueños y de honra, llegando a Panamá en septiembre donde prestó servicio militar, quedándose dos años, posteriormente a finales de 1556 se dirigió al Callao, luego siguió a Lima y después se desplazó a Charcas donde actuó en importantes comisiones, luego en los asientos mineros de Potosí, donde en más de dos años de trabajo, conquistó fama de leal vasallo y valeroso soldado. Pero, apenas cumplió exitosamente estas comisiones, regresó a Lima a dar cuenta de ellas. Reunido en Lima con su amigo Juan de Tarifa (nieto de un supuesto conquistador, Francisco de Tarifa), conocieron ahí a un capitán que deseando enganchar y reunir soldados, vino a proponerles que los acompañara en sus decubrimientos y otras muchas poblaciones que el Virrey del Perú le había concedido y que el Rey acababa de confirmarle; era el dicho capitán Andrés Manso quién después de varias tentativas para conquistar a los tamacocis y chiriguanaes; y, abrir un camino entre Charcas y Buenos Aires, había venido personalmente a Lima para organizar una nueva entrada el año próximo a los llanos por el Valle de Tarija y por sus aguas, donde estuviera don Juan de Garay, más tarde encontradose con Ñuflo de Chaves. Fuentes con su amigo Tarifa, se informaron por Manso que don Francisco de Tarifa, había desaparecido hacía mucho sin dejar rastro; Manso también les contó a grandes rasgos su vida y sus andanzas por el Virreinato hasta que en 1545, desde el descubrimiento de los llanos, que desde entonces eran su obsesión, se adentró al Valle de Tarija, con don Diego de Rojas por las orillas de las aguas de Tarija, en busca de una comunicación directa entre Charcas y el Mar del Norte, su empresa fracasó y tuvieron que volver por las mismas aguas de Tarija, encontráronse con don Pedro Anzúrez, Garcilaso de la Vega, Juan de Garay y otros que informados de la muerte de don don Juan de Ayolas, desistieron por el momento la nueva entrada al Río de La Plata, pero otro aguerrido que abrigó la esperanza de fundar y poblar en estas edénicas regiones para comunicar las altas tierras de los Andes con las nacientes pueblos que se iban estableciendo en el Río de La Plata, fue don Juan Ortiz de Zárate, quien tenía asentamientos –dichas haciendas–, quien había llevado 4 000 cabezas de ganado vacuno para el adelantamiento del Río de La Plata.

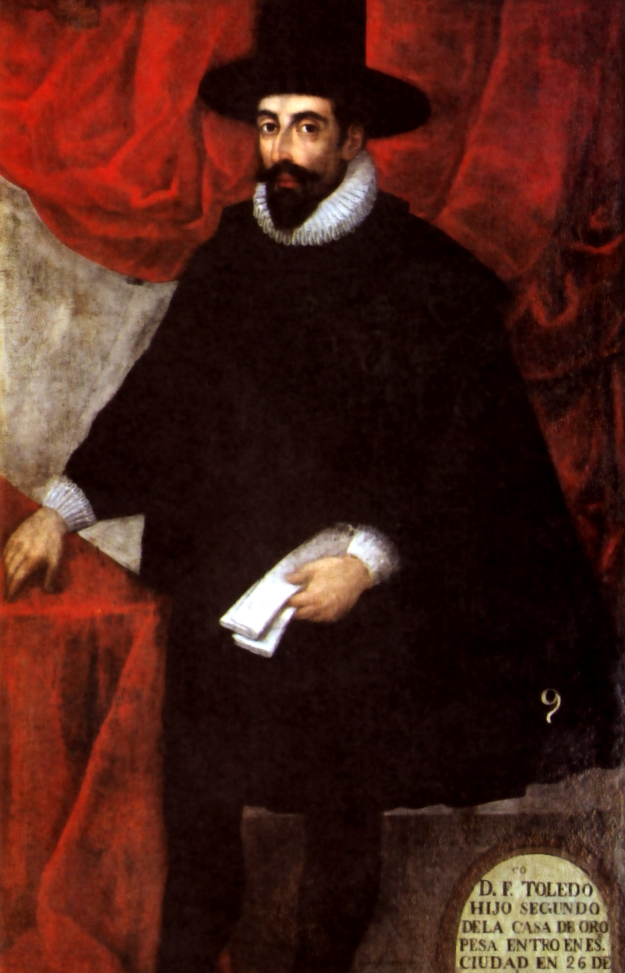
Virrey Francisco Álvarez de Toledo «el Solón»

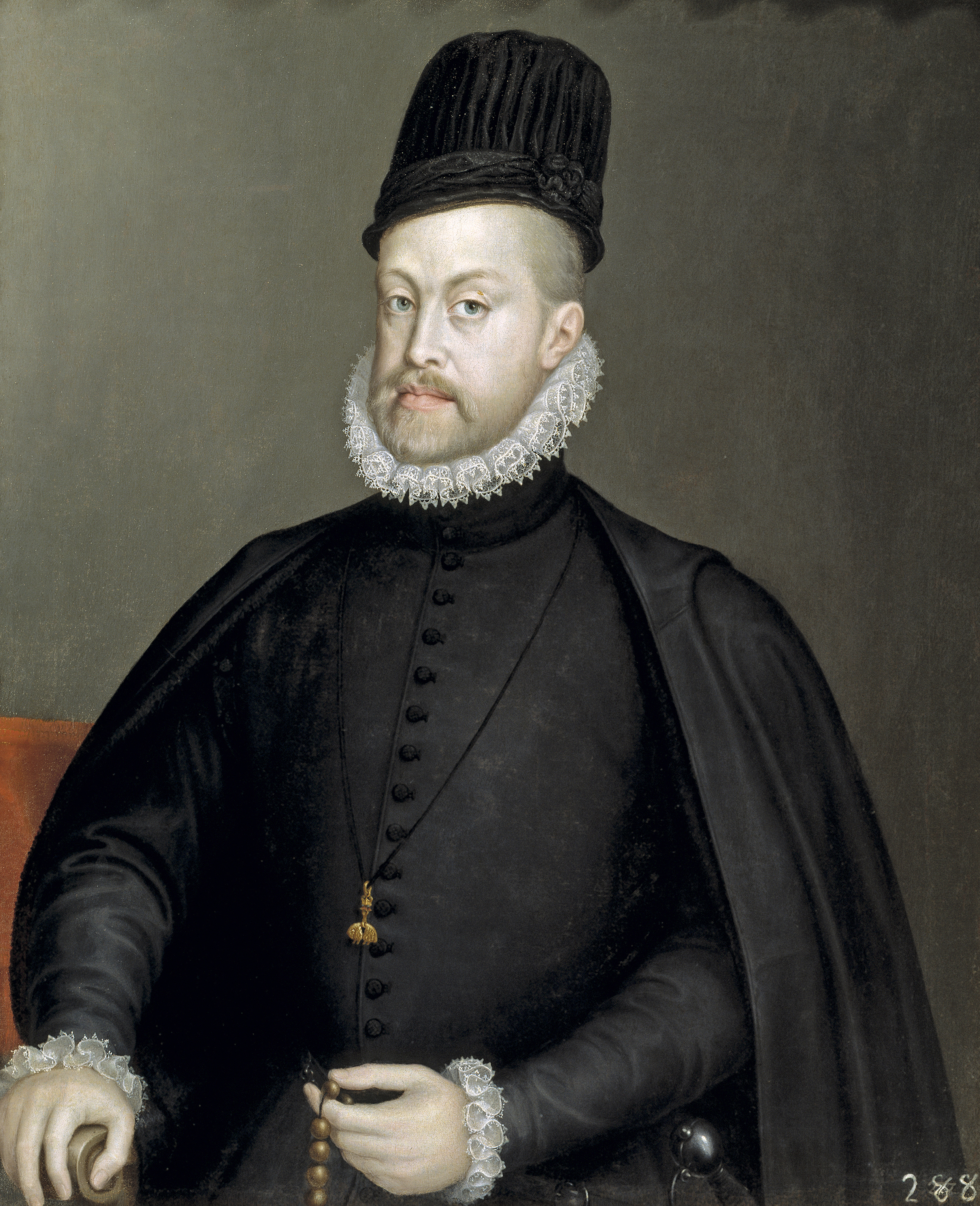
Rey Felipe II de España «el Prudente»

Don Fuentes y Vargas volvió a Charcas donde a mediados de 1573 conoció al Virrey del Virreinato del Perú, Francisco Álvarez de Toledo, tuvieron distintas reuniones donde se le dio la misión a Fuentes y Vargas de fundar una villa en el ya conocido "Valle de Tarija" (explorado 4 veces antes y bautizada por primera vez por Juan de Sedizo, junto a Diego Pérez del Río y Antonio Gutiérrez como Valle de Tarij[a], en agosto de 1535), esto para hacer frente y contraatacar a las chiriguanaes, Don Fuentes y Vargas aceptó pero al no contar con el soporte económico de la Corona, tuvieron que ser financiadas por el propio Fuentes y Vargas. A cambio de ello, el Virrey Toledo a fines de 1573 le retribuyó con una serie de prebendas propias de la época, ya que era el más capacitado para este tipo de misiones, aparte de ser el más recomendado por muchos otros exploradores e hidalgos, también le favoreció a ver sido un destacado miembro de la Orden Militar Religiosa de Alcántara y también ser in destacado oficial del ejército de su Majestad y; por ser de los funcionarios más sobresalientes de la Corona Española.
La decisión del Virrey Toledo de manifestar y ordenar la fundación de una villa en el Valle de Tarija, anticipa los hechos y también decide el nombre de la Villa, la orden estaba basada en Las ordenanzas promulgadas por el Rey Felipe II el 13 de julio de 1573, ya que la Exposición de Motivos de la Real Provisión de 22 de enero de 1574 señala claramente la voluntad política de sentar soberanía en la frontera con los Chiriguanáes. El texto, elocuente, dice:

“…lo que adelante se podría ofresçer y para la defensa de los españoles e yndios, vasallos de Su Magestd, que se hagan algunas poblaçiones de españoles en aquella frontera, y que la primera que se hiziere sea en el valle de Tarija, por ser tanta ymportançia y rreparo para los efectos susodichos y de los dichos daños; porque auiendo tratado con Luis de Fuentes, que al presente está en esta dicha çiudad de La Plata, lo tocante a la poblaçion, se la e cometido y encargado para que la haga en el dicho valle de Tarija en la parte del más conveniente para la dicha defensa y de mejor sitio y comodidad para la conservaçion y salud de las personas que allí fueren a biuir y morar, e ordenado que la dicha poblaçion se haga con hasta quarenta o çincuenta hombres y que se llame y nombre la villa de Sant Bernardo de Tarija; y el dicho Luis de Fuentes por servir a Su Magestd quiere hazer dicha poblaçion con los dichos quarenta o çincuenta hombres, que para ello se le a de dar título de corregidor, capitçan y justicia mayor e conçedersele otras cosas que me a pedido y suplicado para el dicho hefecto…”

“…y porque estoy informado quen en vos, el dicho Luis de Fuentes, concurren las partes y calidades que se requieren para vsar el dicho ofiçio de corregidor, capitan y justicia mayor de la dicha uilla de Sant Bernardo de Tarija y su juridiçion a de ser veinte leguas de juridiçion hazia los indios chichas y tierra de paz, y en lo que toca a la juridiçion que aueys de thener hazia los chiriguanaes, e pueblos de Guacane e Guacaya e Comechenes, se os a de dar y dará juridiçion que convenga, porque a de ser sin perjuizio de las demas poblaciones que se hizieren, y por agora os señalo treinta leguas por aquella parte hazia los dichos chiriguanaes por la limitación que se hiziere en la medida de las leguas mandé dar en la presente…”

“…y para la defensa de los españoles e yndios, vasallos de Su Magestd, que se hagan algunas poblaçiones de españoles en aquella frontera, y que la primera que se hiziere sea en el valle de Tarija, por ser tanta ymportançia y rreparo para los efectos susodichos y de los dichos daños…”

## Expedición y fundación en el Valle de Tarija
Se hicieron los preparativos para la fundación de Tarija. El padre Estrada y su amigo de Esquete, ayudaron a Fuentes y Vargas en la contrata de gente, consiguiendo apellidos ilustres hoy están como testimonio vigente en Tarija.
La expedición en total de 46 españoles, quienes serían los primeros pobladores, en su mayoría de origen andaluz, vascos y algunos extremeños, como líder o capitán Don Fuentes y Vargas junto al Fray Francisco Sedeño quien sería el Capellán de la Orden de los Dominicos, el primer Cabildo Capitular estaba conformada por 10 españoles los cuales son: 
- Antonio Domínguez y Gutierre Velásquez de Ovando (alcaldes ordinarios)
- Jaime de Luca, Blas González Cermeño, Francisco Ortiz y Hernán González (Regidores)
- Diego de Palacios (Procurador)
- Juan de la Vega (Mayordomo)
- Francisco Fernández de Maldonado (Escribano Publicó y del Cabildo)
- Alonso de Ávila (Tesorero de la Real Hacienda)

Y los pueblerinos fueron: Francisco Chávez, Juan Durán, Alonso de Baeza, Pedro Fernández, Gonzalo Martín Hachero, Juan Rodríguez, Antonio Esquete, Diego Recio,  Diego González, Alonso García, Juan de Valladolid, Juan García, Francisco Bravo, Domingo Hernández, Jusepe Guerrero, Juan Masías, Juan Redondo, Álvaro Ortiz, Vicente Añez, Juan de Obregón, Ana de Gutiérrez, Juan Pizarro, Juan de la Puente, Pedro Quijada, Hernán López, Francisco de Solís, Pedro Suárez, Álvaro Sánchez, Pedro Fernández de Álava, Jerónimo Ortega, Juan Pedrero, Gaspar de la Rúa, Juan Cortez, Rodrigo Quiroga.
Partieron desde la ciudad de Villa de La Plata de la Nueva Toledo rumbo a la Villa Imperial de Potosí para bastimientos y a fines de marzo de 1574 para luego dirigirse por cortos los caminos de inca del norte de los Valles de Cinti.
Caminaron aproximadamente quinientos kilómetros para luego descender por el hasta Marquiri y desde allí hasta al Valle de la Calama a fines de mayo. Después divisar la región, desde el Chismuri, envió treinta soldados para repasar el terreno, al mando de su capitán de confianza Blas Carmaño.
Don Luis de Fuentes comprobó las obras como alojamientos, campamentos, algunos firmes y otros no, que serían preparativos para fundar pueblos o ciudades en el Río de la Plata que dejaron otros buenos españoles: Juan Ortiz de Zárate (adelantado del Río de La Plata), Juan de Garay (fundador de Buenos Aires) y Juan Núñez de Prado (fundador de Ciudad de El Barco).
En su estadía por las zonas de Calama acamparon en diferentes sitios y tuvieron los primeros contactos con los indios tomatas, quienes se aliaron con los exploradores, eran un pequeño contingente que escaparon hacia las afueras del valle por motivos de la invasión incaica, quienes exterminaron y desaparecieron a todas las tribus del valle y de la zona alta, tierras sin ser objeto colonización o civilización, fueron pocas las tribus de distintos orígenes que lograron escapar a las a fueras. Don Luis de Fuentes y todos los miembros de la exploración, estaban en busca del sitio para cumplir y acatar las sabias Ordenanzas de Las leyes de Indias que mandaban a los fundadores:

“…que el terreno y cercanía que se ha de poblar se elija en todo lo posible en el más fértil, abundante de pasto, leña, madera, metales, aguas dulces, gente natural, acarreos, entrada y salida, y que no tenga cerca lagunas, ni pantanos en que se críen animales venenosos, ni haya corrupción de aires y aguas…”

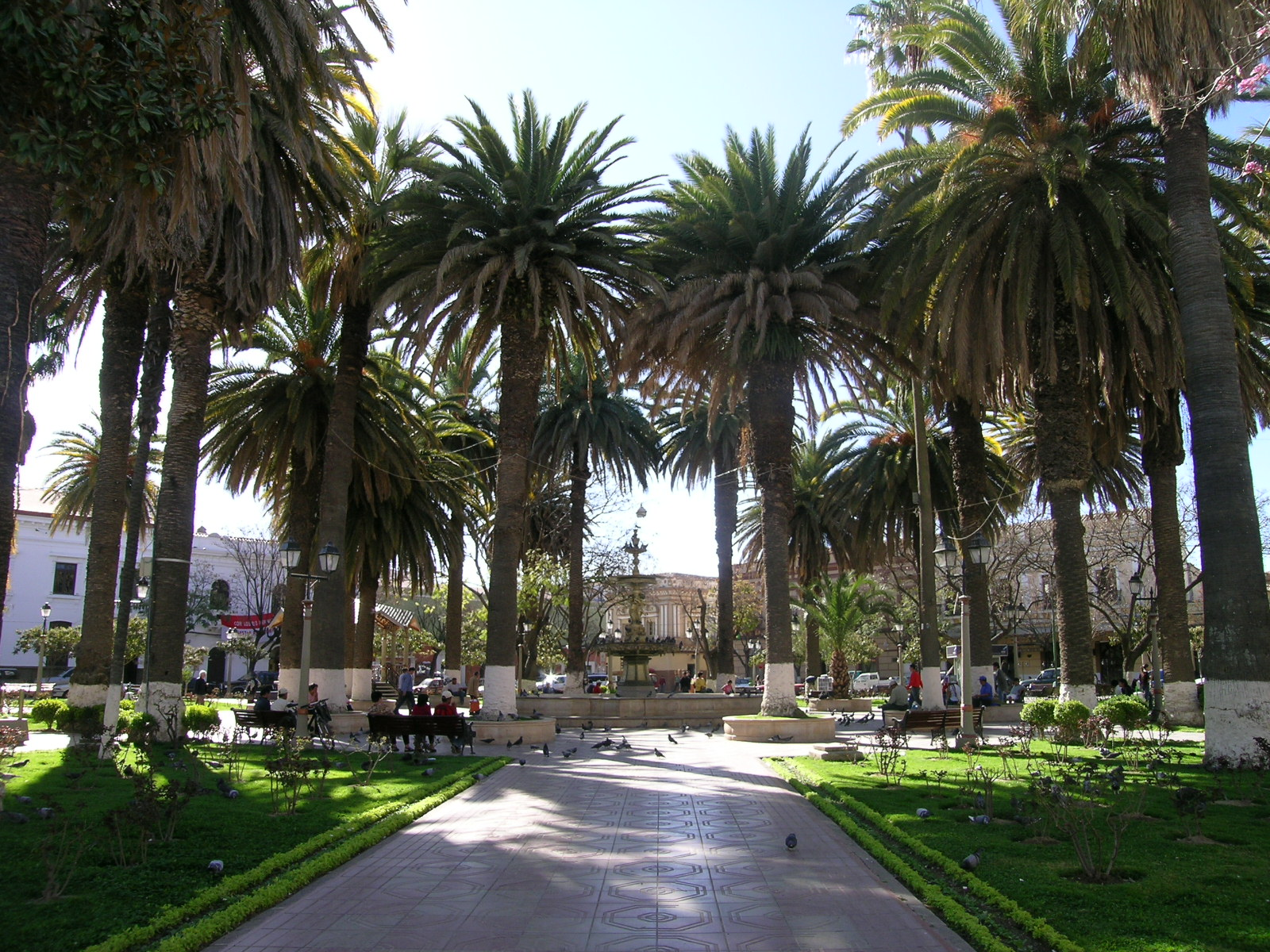
Plaza de Armas Principal, Luis de Fuentes y Vargas; con vista a la fuente, zona donde se levantó el Tronco de la Real Justicia y se fundó la Villa de San Bernardo de Tarija

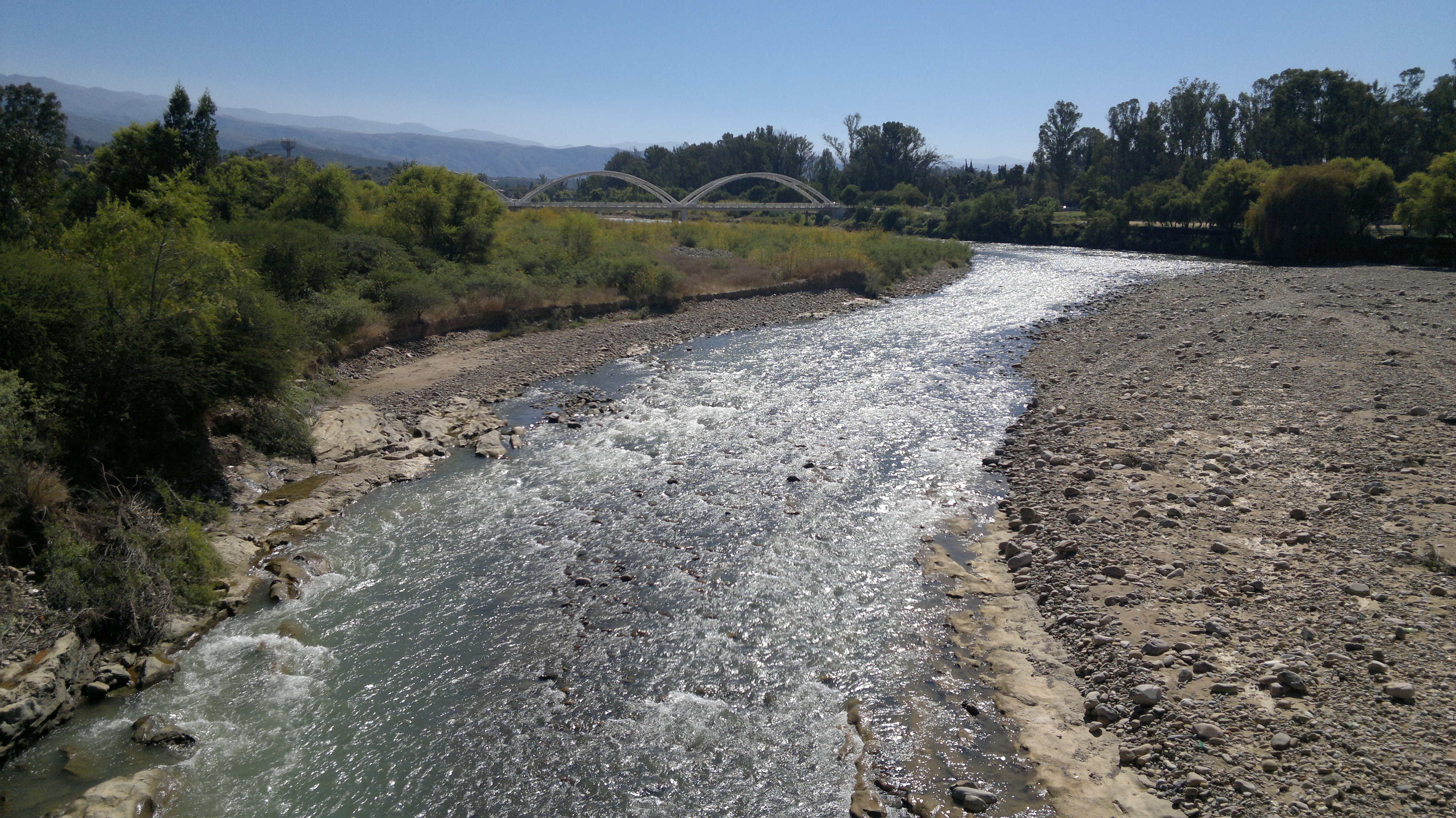
Río Nuevo Guadalquivir, del árabe wādi al-kabīr, pronunciado en dialecto andalusí, wad-al-Kebir «río grande», bautizado entre 1575 y 1576

Los exploradores ya antes asentados en la zona "Marquiri", donde observaron el paisaje, las cascadas, la zona del río de Calama y Sella donde se reunía con las cristalinas y puras aguas que venían desde los altos y escondidos valles de "Coimata" y "Erquis", se adentraron aún más y cumplirían las Leyes de Indias, los exploradores y los tomatas encontraron una zona y eligieron lo avistado, era una zona de valles llanos y colinas bajas, con basta vegetación, árboles, malezas, entremedio un río ancho y caudaloso, su clima o sensación similar al clima mediterráneo de la Andalucía. A la ribera izquierda del río, en una planicie se cortaron las malezas de la zona y; Luis de Fuentes y Vargas incrustó su espada a la tierra y ordenó enarbolar el tronco de real justicia (o picota, probablemente de Sauce o Algarrobo) y leyó el acta fundacional, y se dio la fundación Villa de San Bernardo de la Frontera de Tarixa el 4 de julio de 1574.
Luis de Fuentes y Vargas como autoridad, el mismo día de la fundación, organiza a su gente e inicia la construcción y distribución de los solares para la conformación del damero, cumpliendo sus obligaciones como Capitán Corregidor y Justicia Mayor:

“,,,y por la presente, os doy comision para que podays dar y rrepatir tierras, solares y chacaras, huertas, estançias, cauallerias y otros aprobechamientos de la dicha villa…”

Con aproximadamente 20 manzanos para los 46 españoles y para iban llegando a poblar la villa; los solares principales serían ubicados alrededor o cerca de la zona del manzano de fundación: al noroeste de la zona de fundación o futura Plaza Mayor se otorga el solar para la construcción de la de la Iglesia Matriz (ubicación actual del edificio de la Gobernación) y el manzano oeste en general fue otorgado para el Panteón de Santo Domingo, al norte dos solares para los dos alcalde ordinarios, al noreste para la edificación perteneciente a Luis de Fuentes, al sur el solar para la edificación del Cabildo Capitular, por Real Provisión el 15 de julio de 1576 el Virrey Toledo autoriza la construcción de la Iglesia Matriz Santísimo Nombre de Jesús otorgada por Luis de Fuentes a la Orden de los Dominicos. Posteriormente se edifican más panteones y conventos.
De esta manera Fuentes y Vargas logró florecer las construcciones en San Bernardo de Tarija y con la ayuda de los otros contingentes de tribus que serían los churumatas, ubicadas en el río Tarija y que formarían alianzas con los fundadores.

## Destitución y fallecimiento
En 1586 fue suspendido injustamente del cargo e inició un juicio, en la que para defender su persona se trasladó a la ciudad de La Plata (actual Sucre), en esto, Don Francisco Matienzo fungía como Alcalde Ordinario de la Villa de Tarixa.
Don Fuentes y Vargas murió el 14 de agosto de 1598 falleció en La Plata en la casa de Juan Porcel de Padilla, en su testamento dejó todo a su heredero, Porcel de Padilla, quien en pocos años después del deceso de Fuentes y Vargas, Porcel tomó el cargo de Corregidor de la Villa quien fundaría La Nueva Vega de Granada y abriese paso a caminos por el Chaco. 

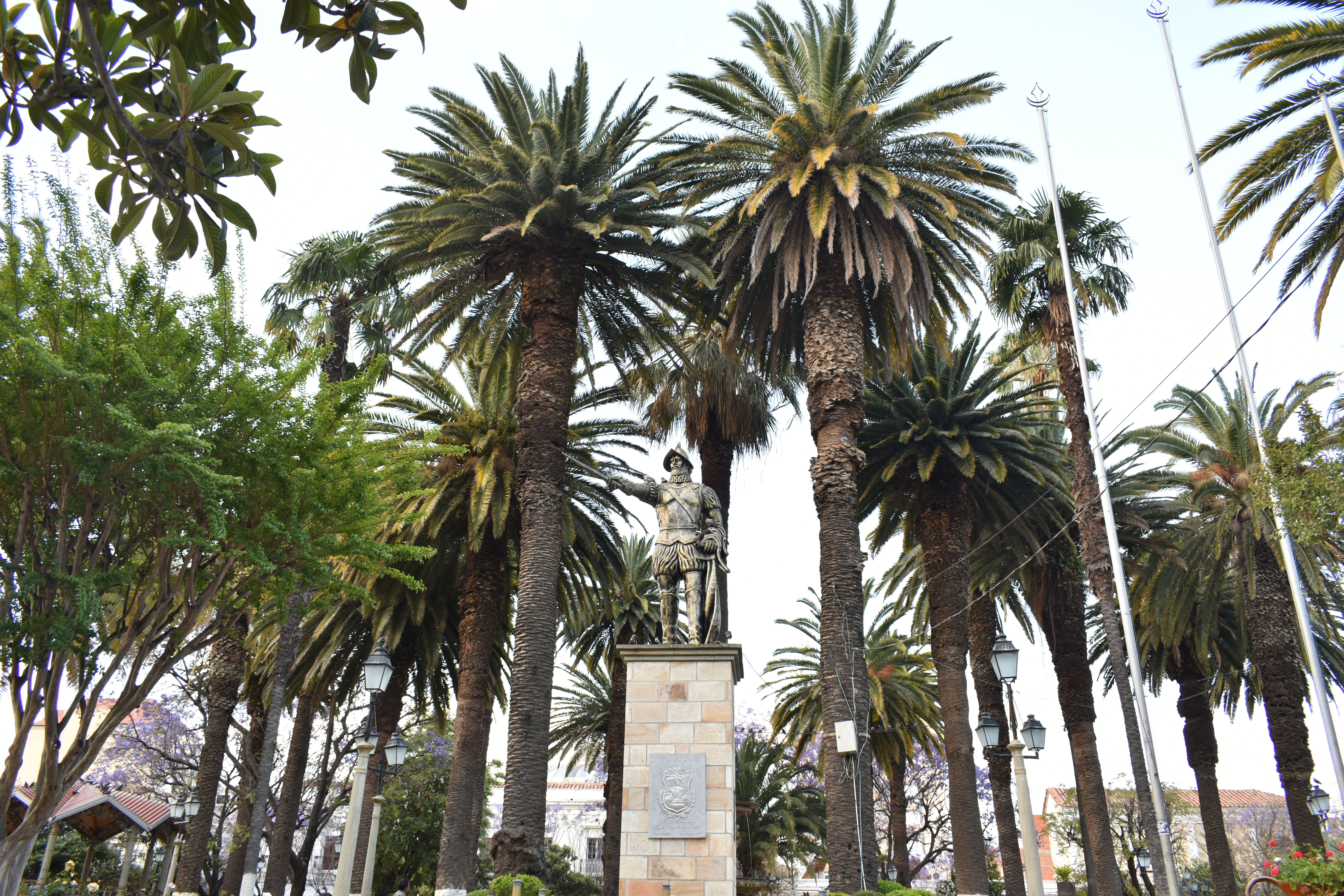
Monumento en honor a Don Luis de Fuentes y Vargas

En la ciudad de Tarija posee una su Plaza de Armas Principal actualmente lleva el nombre de Plaza Luis de Fuentes y Vargas y una estatua en honor al fundador andaluz, en la fundación de la Villa la plaza se llamó Plaza Mayor, posteriormente a Plaza Andalucía y desde 1831 Plaza Luis de Fuentes y Vargas.